# MSN Soapbox
MSN Soapbox è la piattaforma Microsoft per la condivisione on-line di contenuti video.

## Tecnologia
Il servizio utilizza tecnologie Adobe Flash e AJAX. Questo permette di unire alle funzionalità già presenti nei servizi simili anche una innovativa interfaccia utente.
Soapbox è molto simile alle offerte esistenti, più popolari, come YouTube e Google Video, e fa ampio uso delle moderne tecnologie Web 2.0 per offrire agli utenti una esperienza dinamica e più coinvolgente possibile. Il servizio gestisce il video processing lato back-end, consentendo agli utenti di caricare filmati (dimensioni massime 100MB) nei principali formati video esistenti (AVI, ASF, WMV, MOV, MPEG 1/2/4, 3GPP, DV). Soapbox supporta la visualizzazione e l'upload di filmati e il browsing contemporaneo di altri video. Gli utenti possono assegnare dei tag ai filmati per semplificare la ricerca e il servizio supporta inoltre feed RSS personali per i video di interesse, e funzionalità di voto, commento e condivisione nell'ambito della community. Come gli altri siti di video, anche Microsoft offre la possibilità di integrare i filmati eseguendo embedding in siti web e blog. Recentemente il team di Live Spaces ha annunciato la possibilità di integrare i video Soapbox direttamente nei post sulla piattaforma di blogging del colosso. Inoltre, secondo recenti notizie, SoapBox potrebbe presto passare dalla distribuzione Flash a WPF/E.

## Storia
- Il servizio nasce il 17 dicembre 2006, con una prima fase beta ad inviti.
- Nel febbraio 2007 il progetto è approdato alla seconda fase della sua vita, una beta pubblica, accessibile a chiunque.
- Nel giugno del 2009 Microsoft dichiara di voler interrompere il servizio[1]